# Speleonectes benjamini
Speleonectes benjamini är en kräftdjursart som beskrevs av Jill Yager 1987. Speleonectes benjamini ingår i släktet Speleonectes och familjen Speleonectidae. Inga underarter finns listade i Catalogue of Life.